# Сайдон (Нурабадский район)
Сайдон (тадж. Сайдон) — село (тадж. деҳа) в Нурабадском районе Республики Таджикистан. Административно относится к сельской общине Мехробод.
Расстояние от села до центра района (пгт Дарбанд) — 25 км, до центра общины (село Мехробод) — 7 км.
Население — 209 человек (2017 г.), таджики.